# Sterijino pozorje

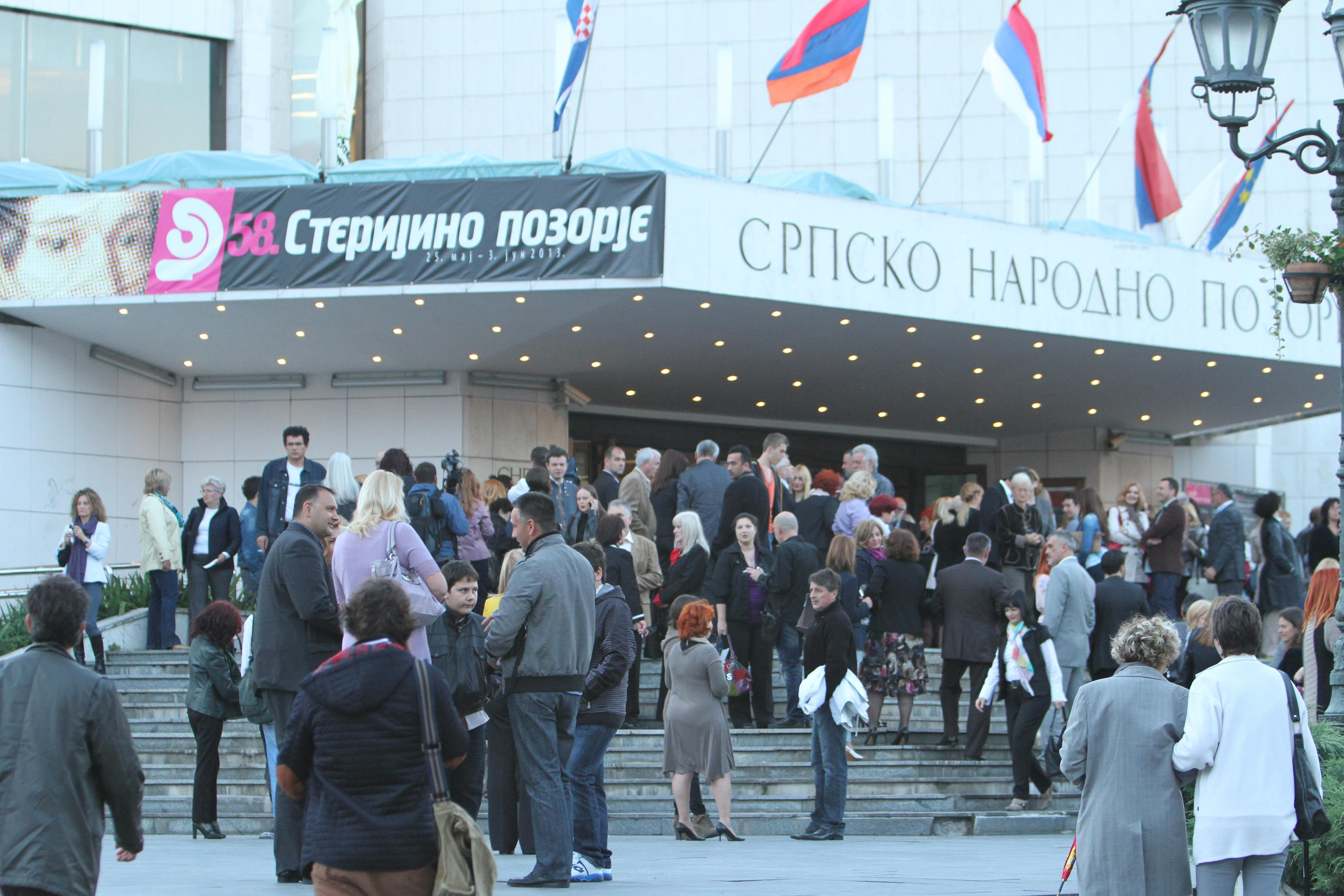
58. Sterijino pozorje, Serbisches Nationaltheater in Novi Sad

Sterijino pozorje ist ein internationales Theaterfestival, das jährlich in der serbischen Stadt Novi Sad stattfindet. Mit seinem Wettbewerb ist es eine der wichtigsten serbischen Institutionen auf seinem Gebiet.

## Geschichte
Das Festival wurde nach dem Dramatiker Jovan Sterija Popović benannt. Es wurde 1956 anlässlich seines 150. Geburtstages gegründet. Popović war ein bedeutender serbischer Theaterautor. Auf dem Festival werden die besten Theaterinszenierungen aus Jugoslawien und dem Ausland aufgeführt. Die Stücke müssen dabei von jugoslawischen Autoren stammen. In der Zeit zwischen 1991 und 1996, also während des Bürgerkrieges, wurden nur Stücke aus Serbien, Montenegro, Mazedonien und der so genannten Republika Srpska gezeigt. Nach dem Krieg öffnete sich das Festival wieder für andere Länder.
Gleichzeitig mit dem Festival findet ein Internationales Symposium von Theaterkritikern und Theaterwissenschaftlern statt, wie auch die Internationale Triennale der Bühnen- und Kostümbildner und schließlich die Internationale Triennale für Theaterfotografie.